# レミュオールの錬金術師
『レミュオールの錬金術師』（レミュオールのれんきんじゅつし）は、サークル「犬と猫」により製作されているフリーゲーム、『晴れたり曇ったり (ゲームシリーズ)』の第2弾。店舗経営シミュレーションゲーム。

## 概要
前作『水色の塔』から約半年を経て、2004年4月29日にフリーゲームとして発表。その後、『水色の塔』とともにダイソーのザ・ゲームシリーズの1つとして発売された。
2006年7月26日には携帯アプリ版がOtomuraSoftより公開され、2012年11月12日にAndroid版、2013年7月22日にiOS版が配信された。
携帯端末向け以外では、2008年7月31日には毎日コミュニケーションズ（後のマイナビ、ゲーム事業はマイナビ出版に分社）によってニンテンドーDS用ソフトとして発売された。

## ストーリー
物語は、ある日ルヴェルのへそくりが消えている事に気付いた事から始まる。実は、ティコが多額の借金を作っており、彼のへそくりをその返済の一部に充てていたのだった。ルヴェルに「借金は自分で返すべき」と厳しく咎められたティコは借金を返す為に、「ティコ魔法堂」を開業する事になった。果たして、2人は借金を返して「きれいな身」に戻る事は出来るのだろうか。

## システム
前述のとおり、ゲームは「ティコ魔法堂」を経営することで進行していく。プレイヤーは商品の仕入れと管理を行う。なお、金額の単位は「￡（“イシュワルド”ポンド）」である。

### ゲーム進行
1日の大雑把なタイムテーブルは、
- 08:00 開店準備
- 10:00 開店
- 18:00 閉店
- 24:00 1日の終了

となっており、その他に各キャラクターのイベントがランダムに発生する。

### 倉庫と商品棚
複数の種類の商品を用意したとしても、商品棚の数までの種類しか陳列することはできず、残りは倉庫へと収納される。また、全ての商品（倉庫も含む）の数の合計は、倉庫の最大値を超えることは出来ない。商品棚の数と倉庫の最大値は、ドボック建設事務所（後述）で増やすことができる。

### 自動仕入
売買数が100を超えた商品は自動仕入を利用できるようになり、毎朝指定した数になるように自動的に仕入れが行われる。自動仕入で指定できる数字は、（倉庫の最大数÷商品棚）までとなっている。また、売買数が500を超えた商品は随時仕入れ可能となり、完売した時点で指定数まで自動的に仕入れが行われる。倉庫の空きが足らなければ自動仕入は行われず、資金が不足する場合はその資金分のみが自動仕入の対象となる。

### 加工
売買数が200を超えた加工可能な商品は、上位の商品に加工することができる。加工難易度とティコの技術力に応じて成功率が上昇し、加工難易度と数量に応じて体力と時間を消費する。なお、日付をまたいでの加工は不可能である。

### 施設
作中で利用できる施設の記載する（（）内は営業時間）。
イシュワルド市場（8:00 - 15:00）
商品を仕入れる場所。基本的な商品が売られており、毎月8のつく日（8日、18日、28日）には薬草市が、9のつく日（9日、19日、29日）には果物市が開かれる。
ドボック建設事務所（8:00 - 19:00）
お店の倉庫の拡張と、売り棚の追加が行える。当然ながら費用がかかり、回数を重ねるごとに必要な金額は増えていく。
イシュワルド銀行（8:00 - 15:00）
借金返済（完済後は投資）、預金・出金が行える。全てにおいて1000￡単位での管理となっている。預金額が一定以上になると仕入で必要な金額を預金から支払う指定が可能となる。
レトレト牧場（8:00 - 19:00）
動物を購入できる。動物の効果は様々で、商品を生み出すものや、泥棒イベントの抑制になるものも存在する。

### 冒険者とルヴェル
閉店後にシオ・フィルの冒険者二人が店を訪れ、彼らを最大6箇所のダンジョンに派遣して、商品を採ってきてもらうことが可能である。依頼すると、翌日の10:00に来店し、商品を入手できる（入手できない場合もある）。レベルによって入手できる可能性が上がり、冒険に失敗したときは怪我を負う場合がある。怪我を負った場合、ティコが彼らの治療費を受け持つ事になる。
ルヴェルには「掃除をさせる」「チラシを配らせる」など補助的な行動を指示することができる。指示によっては低級商品を手軽に入手することができ、また、ルヴェルへの指示の結果のみでしか入手できない商品も存在する。

### 来訪者
前述したとおり、店の営業時間中や閉店後に、主人公の知り合いのキャラクターが店を訪ねてくるイベントが発生する事がある。イベントの種類は様々で、各キャラクターが他愛のない日常会話を交わすものや、差し入れやミニゲームなどの形を通して商品を入手出来るものがある。また、他にも訪問販売員や新聞屋が訪れ、商品を購入する事も出来る。

### 店の状況
店舗には「汚れ」と「人気度」の二つのステータスがあり、ゲーム画面下に色つきのバーで表示されている。汚れは店の人気度に影響し、来客がある度に少しずつ増えていく。掃除コマンドで綺麗に（数値を0に）する事が出来る。人気度は店の来客数に影響し、最大値になると「大人気」の状態となって、しばらくの間、客足が大幅に増加する。ビラ配りやアイテムの使用によって上昇させる事が出来る。

## 登場キャラクター
ここでは、本作でのキャラクターの役割のみを説明する。
ティコ（声：柚香夏）
本作の主人公。「ティコ魔法堂」の店主。
ルヴェル
店の経営のサポートをしてくれる。
シオ
有料で各地のダンジョンに出張し、商品の仕入を行ってくれる。
たまに無料でアイテムをくれ（ミニゲームを成功するのが必要）たり、お店の商品を高値で買ってくれる。
フィル
シオ同様、商品の仕入を行ってくれる。最初のレベルがシオより低い。
シバ
お邪魔虫的な登場が多いが、便利な道具を売ってくれる事もある。
ヤヨイ
自作した農作物を無料で提供してくれる。
クリック
ルヴェルの弟。ティコに対して様々なおねだりをしてくる。無視することもできるが、応えた方が後に得なことが起こる。
ヘルシンキ
時々店に顔を出すが、特にイベントは発生しない。
ソフィア
時々店に顔を出し、お布施を募る。
イヴ
携帯版のみ登場。色紙を持っているとイラストを描いてくれる。

## エンディングについて
- 借金完済
- クリックイベントの完遂

上記2つがゲームの目的となる。また、個々の達成でもエンディングが発生する。